# Patinaje sobre hielo
El patinaje sobre hielo es en la actualidad tanto una disciplina como un deporte que se lleva a cabo en superficies de hielo liso.

## Historia

### Historia temprana
Un estudio realizado por Federico Formenti de la Universidad de Oxford sugiere que el patinaje sobre hielo más antiguo ocurrió en el sur de Finlandia hace más de 3001 años. Originalmente, los patines eran simplemente afilados, con un hueso aplastado atado a la parte inferior del pie. Los patinadores no patinaban en el hielo, sino que se deslizaban sobre él. El patinaje verdadero surgió cuando se utilizó una hoja de acero con bordes afilados. Los patines ahora cortan en el hielo en lugar de deslizarse sobre él. La adición de bordes a los patines de hielo fue inventado por los neerlandeses en el siglo XIII o XIV. Estos patines de hielo eran de acero, con bordes afilados en la parte inferior para facilitar el movimiento. La construcción de los patines de hielo modernos se ha mantenido prácticamente igual desde entonces. En los Países Bajos, el patinaje sobre hielo se consideraba apropiado para todas las clases de personas, como se muestra en muchas imágenes de los viejos maestros.
El patinaje sobre hielo también se practicó en China durante la dinastía Song, y se hizo popular entre la familia gobernante de la dinastía Qing.

### Aumento de la popularidad y primeros clubes

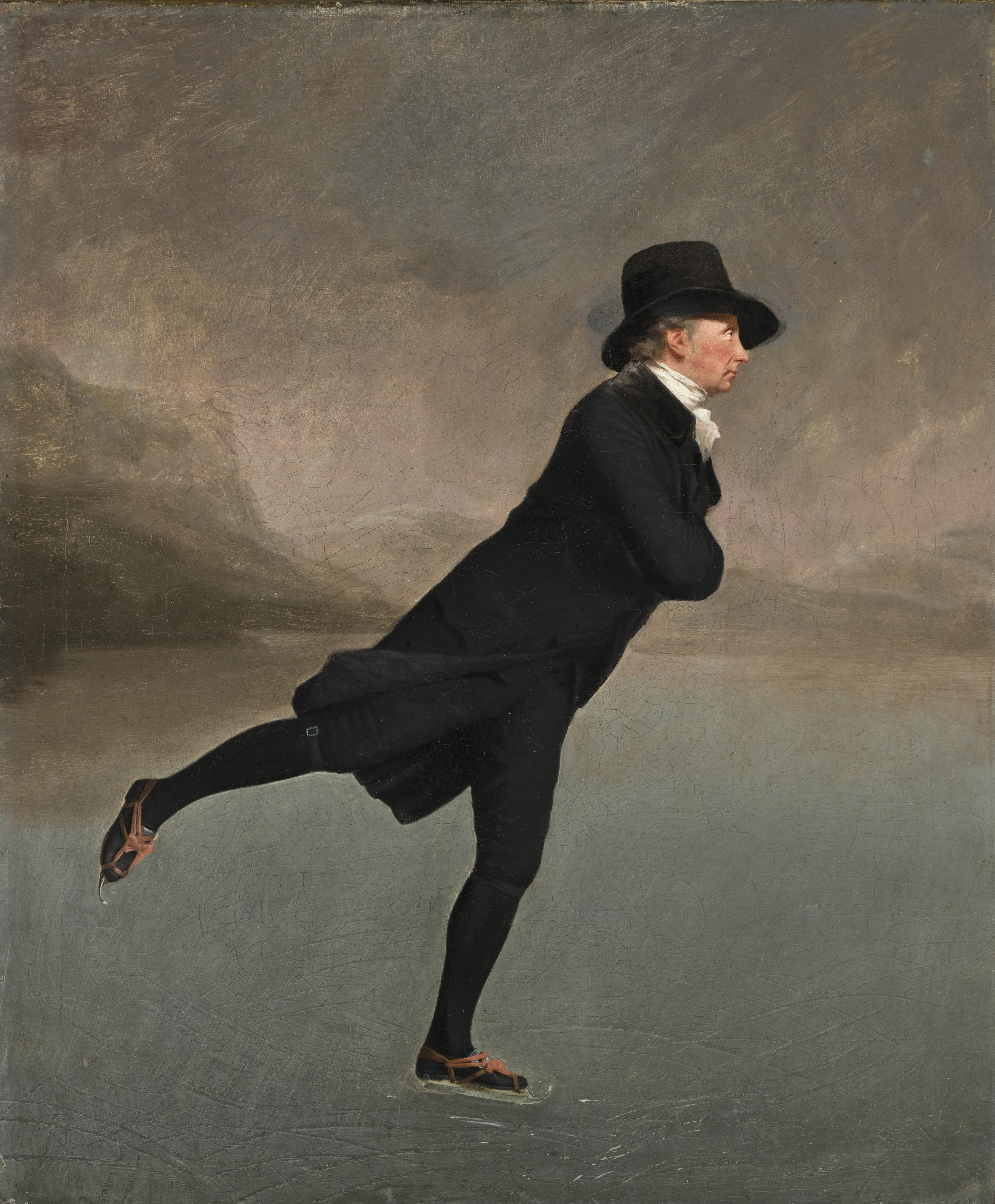
The Skating Minister de Henry Raeburn, representa a un miembro del Edinburgh Skating Club en la década de 1790

El patinaje sobre hielo fue traído a Gran Bretaña desde los Países Bajos, donde Jacobo II fue exiliado brevemente en el siglo XVII. Cuando regresó a Inglaterra, este «nuevo» deporte fue introducido a la aristocracia británica, y pronto fue disfrutado por gente de todas las condiciones sociales.
El primer club de patinaje organizado fue el Edinburgh Skating Club, formado en la década de 1740, (algunos afirman que el club se estableció en 1642).
En la segunda edición (1783) de la Enciclopedia Británica apareció una referencia contemporánea al club:
La metrópolis de Escocia ha producido más casos de patinadores elegantes que quizás cualquier otro país: y la institución de un club de patinaje hace unos 40 años no ha contribuido poco a la mejora de esta diversión elegante.
De esta descripción y de otras, es evidente que la forma de patinar practicada por los miembros del club era una forma temprana de patinaje artístico en lugar de patinar de velocidad. Para ser admitidos en el club, los candidatos tuvieron que pasar una prueba de patinaje donde realizaban un círculo completo en cada pie (por ejemplo, una figura de ocho), y luego saltaban primero sobre un sombrero, luego dos y tres, colocados uno encima del otro en el hielo.
En la Europa continental, la participación en el patinaje sobre hielo se limitaba a los miembros de las clases altas. El emperador Rodolfo II del Sacro Imperio Romano disfrutó tanto patinando sobre hielo, que hizo construir un gran parque de hielo en su corte para popularizar el deporte. El rey Luis XVI de Francia introdujo el patinaje sobre hielo en París durante su reinado. Madame de Pompadour, Napoleón I, Napoleón III y la Casa de Estuardo eran, entre otros, aficionados reales y de clase alta del patinaje sobre hielo.

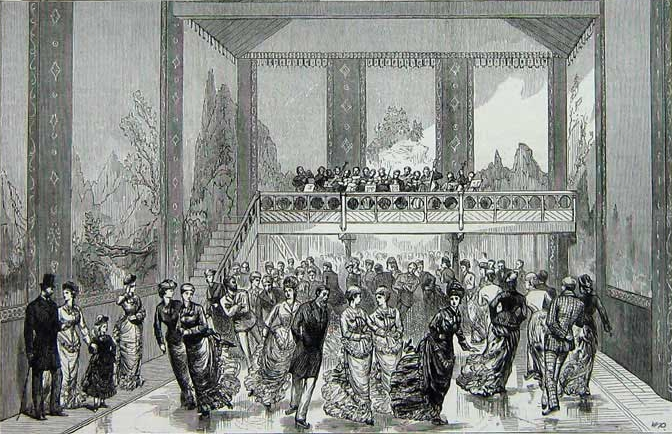
Interior del Glaciarium en 1876

El siguiente club de patinaje que se estableció fue en Londres y no se fundó hasta 1830. A mediados del siglo XIX, el patinaje sobre hielo era un pasatiempo popular entre la clase alta y media británica (la reina Victoria conoció a su futuro marido, el príncipe Alberto, a través de una serie de viajes de patinaje sobre hielo) y los primeros intentos de construcción de pistas de patinaje artificial se hicieron durante la «manía de las pistas» de 1841-1844. Como la tecnología para el mantenimiento del hielo natural no existía, estas pistas de patinaje tempranas utilizaron un sustituto consistente en una mezcla de manteca de cerdo y varias sales. Un artículo de la edición del 8 de mayo de 1844 de la revista Living Age de Littell, que se titulaba Glaciarium, decía: «Este establecimiento, que ha sido trasladado al Tottenham Court Road del Grafton street East, se inauguró el lunes por la tarde. El área de hielo artificial es extremadamente conveniente para aquellos que desean participar en el grácil y varonil pasatiempo del patinaje».

### Surgimiento como deporte

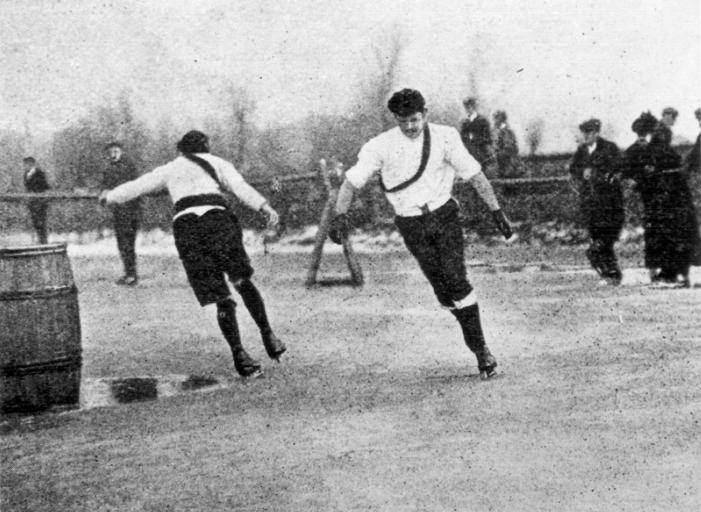
James Smart da la vuelta al barril

El patinaje se convirtió en un deporte popular como recreación, medio de transporte y como espectáculo en los Fens, Inglaterra, para personas de todas las profesiones y condiciones sociales. Las carreras eran reservadas a los trabajadores, la mayoría de ellos trabajadores agrícolas. No se sabe cuándo se celebraron los primeros campeonatos de patinaje, pero a principios del siglo XIX las carreras estaban bien establecidas y los resultados de las competiciones se publicaban en la prensa. El patinaje como deporte se desarrolló en los lagos de Escocia y los canales de los Países Bajos. En los siglos XIII y XIV se sustituyó la madera por el hueso en las hojas de los patines, y en 1572 se fabricaron los primeros patines de metal. Cuando las aguas se congelaban, se celebraban torneos de patinaje en pueblos y aldeas de todo Fens. En estos torneos locales los hombres (a veces mujeres o niños) competían por premios de dinero, ropa o comida.
Los ganadores de los torneos locales eran invitados a participar en los grandes campeonatos en los que patinadores de todo el Fens competían por premios en efectivo ante miles de espectadores. Los encuentros del campeonato adoptaron la forma de una competencia principal galesa o «último hombre de pie». Los competidores, 16 o a veces 32, eran emparejados en series y el ganador de cada serie pasaba a la siguiente ronda. Se medía un recorrido de 660 yardas sobre el hielo, y se colocaba un barril con una bandera en cada extremo. Durante una carrera de una milla y media, los patinadores completaban dos rondas del recorrido, con tres vueltas alrededor del barril.

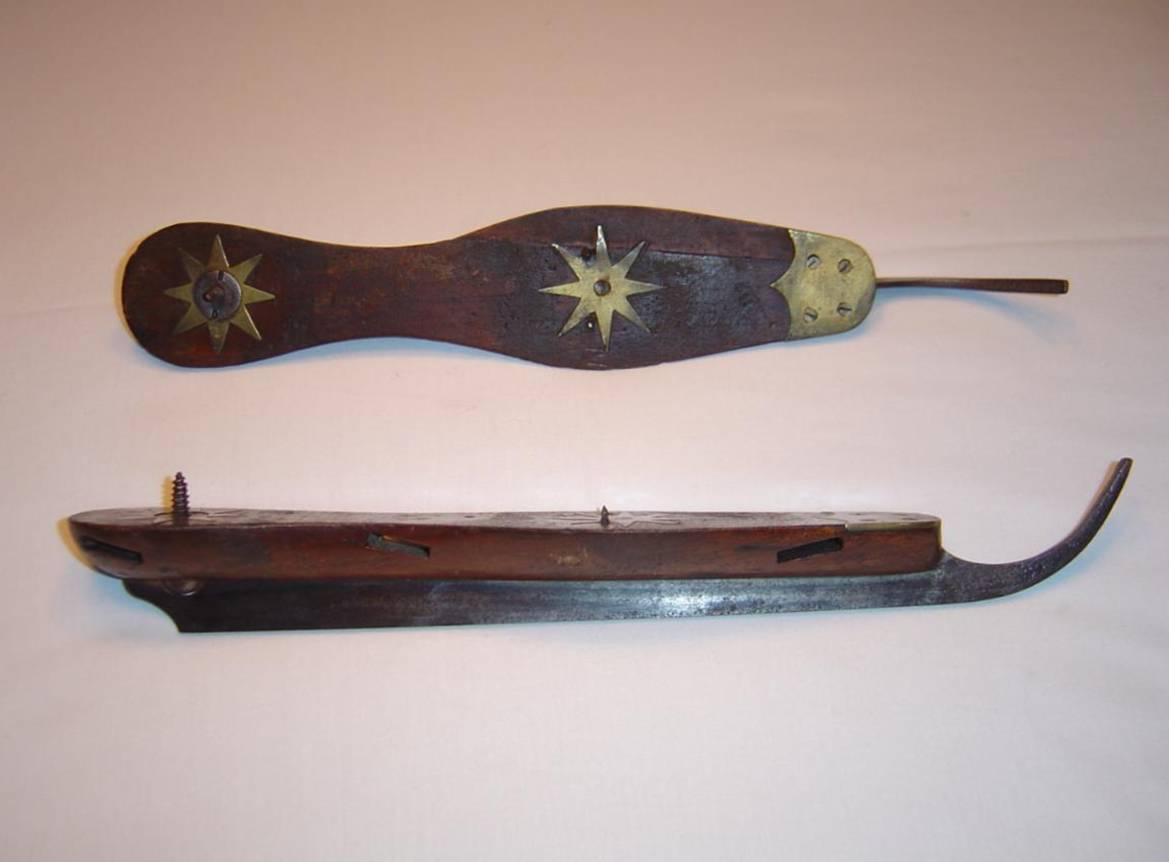
Fen runners

En los Fens los patines se llamaban pattens, fen runners o corredores de Whittlesey. El estribo estaba hecho de madera de haya. Se colocaba un tornillo en el talón de la bota y se atornillaron tres púas pequeñas en la parte delantera para mantener estable el patín. Había agujeros en el estribo para que las correas de cuero lo sujetaran al pie. Las hojas de metal eran ligeramente más altas en la parte trasera que en la delantera. En la década de 1890 los patinadores comenzaron a competir con patines al estilo noruego.
El sábado 1 de febrero de 1879, varios patinadores profesionales de Cambridgeshire y Huntingdonshire se reunieron en el Guildhall de Cambridge para fundar la National Ice Skating Association, el primer organismo nacional de patinaje sobre hielo del mundo.

### Patinaje artístico sobre hielo
El primer libro instructivo sobre patinaje sobre hielo fue publicado en Londres en 1772. El libro, escrito por el teniente de artillería británico Robert Jones, describe formas básicas de patinaje artístico como círculos y figuras de ocho. El libro fue escrito exclusivamente para hombres, ya que las mujeres no solían patinar sobre hielo a finales del siglo XVIII. Fue con la publicación de este manual que el patinaje sobre hielo se dividió en sus dos disciplinas principales, el patinaje de velocidad y el patinaje artístico.
El fundador del patinaje artístico moderno como se conoce hoy en día fue Jackson Haines, un estadounidense. Fue el primer patinador que incorporó los movimientos de ballet y danza a su patinaje, en lugar de centrarse en los patrones de trazado en el hielo. Haines también inventó el giro sentado y desarrolló una cuchilla más corta y curvada para el patinaje artístico que permitía giros más fáciles. También fue el primero en usar cuchillas que estaban permanentemente adheridas a la bota.

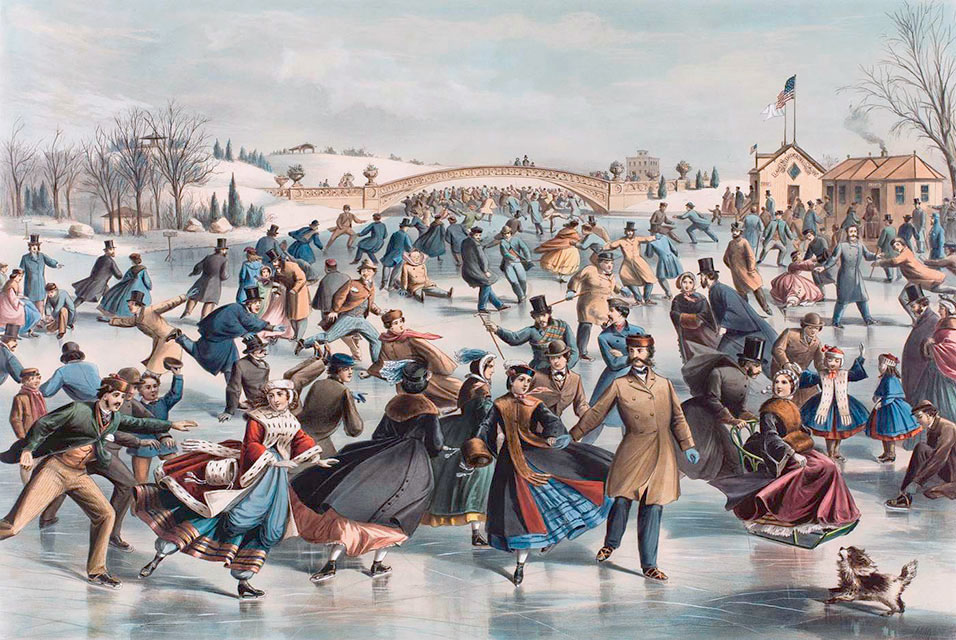
Central Park, de la ciudad de Nueva York, Invierno: La laguna de patinaje, 1862 por Currier & Ives

Durante un tiempo, las duras y rígidas figuras británicas del patinaje artístico dominaron en América, superando sobre la forma más artística de Haines. Haines, en cambio, intentó difundir sus innovaciones en el patinaje sobre hielo en Europa, ganando éxito en países como Suecia y Austria. Su estilo era rechazado por sus colegas norteamericanos y patinadores de la Inglaterra victoriana, quienes continuaron defendiendo un estilo de patinaje más rígido y sobrio. Haines continuó añadiendo nuevos elementos de danza a sus rutinas, y asombró a una multitud en Viena en el invierno de 1868. Muchos en la audiencia se preguntaron cómo un hombre normal podría moverse sobre el hielo de tal manera. La actuación de Haines condujo al establecimiento de la Escuela de Viena, que siguió desarrollando el estilo artístico de Haines.
La Unión Internacional de Patinaje fue fundada en 1892 como la primera organización internacional de patinaje sobre hielo en Scheveningen, Holanda. La Unión creó el primer conjunto codificado de normas sobre patinaje artístico y reguló la competencia internacional en materia de velocidad y patinaje artístico. El primer Campeonato, conocido como Championship of the Internationale Eislauf-Vereingung, se celebró en San Petersburgo en 1896. El evento tuvo cuatro competidores y fue ganado por Gilbert Fuchs.

## Mecánica física del patinaje
Un patín puede deslizarse sobre el hielo porque hay una capa de moléculas de hielo en la superficie que no están tan fuertemente unidas como las moléculas de la masa de hielo que hay debajo. Estas moléculas están en estado semilíquido, proporcionando lubricación. Las moléculas de esta capa «cuasifluida» o «parecida al agua» son menos móviles que el agua líquida, pero son mucho más móviles que las moléculas más profundas en el hielo. Aproximadamente a -157 °C (-155 °F) la capa resbaladiza tiene un espesor molecular; a medida que la temperatura aumenta, la capa resbaladiza se vuelve más gruesa.
Durante mucho tiempo se había creído que el hielo es resbaladizo porque la presión de un objeto en contacto con él hace que una capa delgada se derrita. La hipótesis era que la hoja de un patín de hielo, ejerciendo presión sobre el hielo, derrite una fina capa, proporcionando lubricación entre el hielo y la hoja. Esta explicación, llamada «fusión a presión», se originó en el siglo XIX. Sin embargo, esto no tenía en cuenta el patinaje sobre hielo a temperaturas inferiores a -3,5 °C, mientras que los patinadores suelen patinar sobre hielo a temperaturas más bajas. En el siglo XX, se propuso una explicación alternativa, llamada "calentamiento por fricción", según la cual la fricción del material estaba causando el derretimiento de la capa de hielo. Sin embargo, esta teoría tampoco explica el patinaje a baja temperatura. De hecho, ninguna de las dos explicaciones explicaba por qué el hielo es resbaladizo cuando está quieto incluso a temperaturas bajo cero.

## Seguridad
El patinaje depende de la rugosidad del hielo, el diseño del patín y la habilidad y experiencia del patinador. Aunque las lesiones graves son raras, varios patinadores de pista corta han quedado paralizados después de una caída. La caída puede ser fatal si no se usa un casco para protegerse de un traumatismo craneal grave. Los accidentes son raros pero más comunes con colisiones, juegos de hockey o patinaje en pareja. El segundo peligro, y más grave, es el de caer a través del hielo al agua helada cuando se patina al aire libre sobre un cuerpo de agua helada. La muerte puede ocurrir debido a hidrocución, hipotermia o ahogamiento. A menudo es difícil o imposible para los patinadores salir del agua de vuelta al hielo debido a que el hielo se rompe repetidamente, el patinador es agobiado por los patines y la ropa gruesa de invierno, o el patinador se desorienta bajo el agua. El patinador puede incluso no ser capaz de encontrar el agujero a través del cual se cayó. Esto puede resultar en ahogamiento o hipotermia, pero el enfriamiento rápido también puede crear un estado en el cual alguien puede ser revivido hasta horas después de haber caído en el agua. Por razones de seguridad, se recomienda que los patinadores nunca patinen solos o en la oscuridad y que picos o palas de hielo cuando patinen en un lago o río para que puedan agarrarse del hielo y salir del agua si caen a través del hielo

## Juegos de equipo sobre hielo
Varios juegos recreativos de patinaje se juegan en hielo:
- Hockey sobre hielo
- Patinaje de velocidad sobre hielo
- Bandy
- Rink bandy
- Ringette
- Patinaje de recorrido
- Patinaje de descenso extremo

|       |
| Bandy |

|                                |
| Patinaje artístico sobre hielo |

|                    |
| Hockey sobre hielo |

|          |
| Ringette |

|                                         |
| Patinaje de velocidad sobre pista corta |

|                       |
| Patinaje de recorrido |